# Prix Clotilde-Liard
Le prix Clotilde Liard est un prix triennal destiné à récompenser le travail ayant apporté le plus de perfectionnement dans le traitement de la diphtérie. 

## Origine
Ce prix est créé par l'Académie nationale de médecine à la suite d'un legs de 40 000 francs de Jeanne Adolphe Henriette Devers veuve Liard, accepté par décret du 6 décembre 1906. Il porte le nom de sa fille Clotilde Liard épouse Duvanel.
Il semble n'avoir été décerné qu'à compter de 1912. La dernière année où on le voit mentionné dans les archives de l'Académie nationale de médecine est 1979.

## Lauréats du prix
- 1912 : Dr Louis Martin, médecin en chef de l'hôpital Pasteur de Paris[3], Ensemble de travaux sur la diphtérie.
- 1921 : Dr Paul Durand, chef de l'institut bactériologique de Lyon[4]
- 1924 : Gaston Ramon, chef de laboratoire à l'institut Pasteur de Garches, Ensemble de publication sur la toxine et l'anti-toxine diphtériques.
- 1927 : Dr Loiseau et Mr Lafaille[5]
- 1930 : Dr Busquet[6]
- 1933 : Mr Uhri[7]
- 1936 : Dr (Mme) Zagdoun-Valentin de Paris[8]